# Bubierca
Bubierca là một đô thị ở tỉnh Zaragoza, Aragon, Tây Ban Nha. Theo điều tra dân số 2004 của Viện thống kê Tây Ban Nha (INE), đô thị này có dân số là 92 người. Diện tích đô thị này là 29 ki-lô-mét vuông.

## Biến động dân số
| 1991 | 1996 | 2001 | 2004 |
| ---- | ---- | ---- | ---- |
| 123  | 112  | 97   | 92   |